# Dražinovići
Dražinovići (cyr. Дражиновићи) – wieś w Serbii, w okręgu zlatiborskim, w gminie Požega. W 2011 roku liczyła 307 mieszkańców.